# Orangeriestraße 6
Das Haus Orangeriestraße 6 ist ein denkmalgeschütztes Gebäude im Düsseldorfer Stadtteil Carlstadt.

## Geschichte
Das Eckhaus wurde im frühen 18. Jahrhundert als zweigeschossiges Gebäude erbaut. Von 1812 bis 1816 war das Gebäude Sitz des Rheindépartements. Im Jahre 1877 wurde es nach Entwürfen des Architekten Peter Wies d. J. um ein Stockwerk erhöht, wobei ein zweites Treppenhaus eingebaut wurde. Im Jahre 1962 wurden Toiletten eingebaut. 1973 folgte ein neues Dach.

## Beschreibung
Das Eckgebäude hat zwei Fassaden. Die schmale Schauseite an der Bäckerstraße ist in drei Achsen untergliedert, die längere Schauseite an der Orangeriestraße ist acht Achsen lang. Der Eingang befindet sich in der dritten Achse von rechts in der Orangeriestraße. Der Eingang wird von korinthischen Pilastern und Säulen flankiert. Diese tragen ein kräftig gegliedertes Gebälk. Die Eingangsachse und die beiden flankierenden Achsen werden durch Lisenen gegliedert. Paul Sültenfuß meint, dass die Türen am Haus Orangeriestraße 6 im Stil des Klassizismus von dem Schloss Benrath beeinflusst wurden. So zeigt das Portal Rosetten, Girlanden, eine Vase des Oberlichtes und Säulen- und Pilasterstellungen. Zwei Abbildungen bei Josef Kleesattel zeigen den Eingang und die Tür.

## Galerie

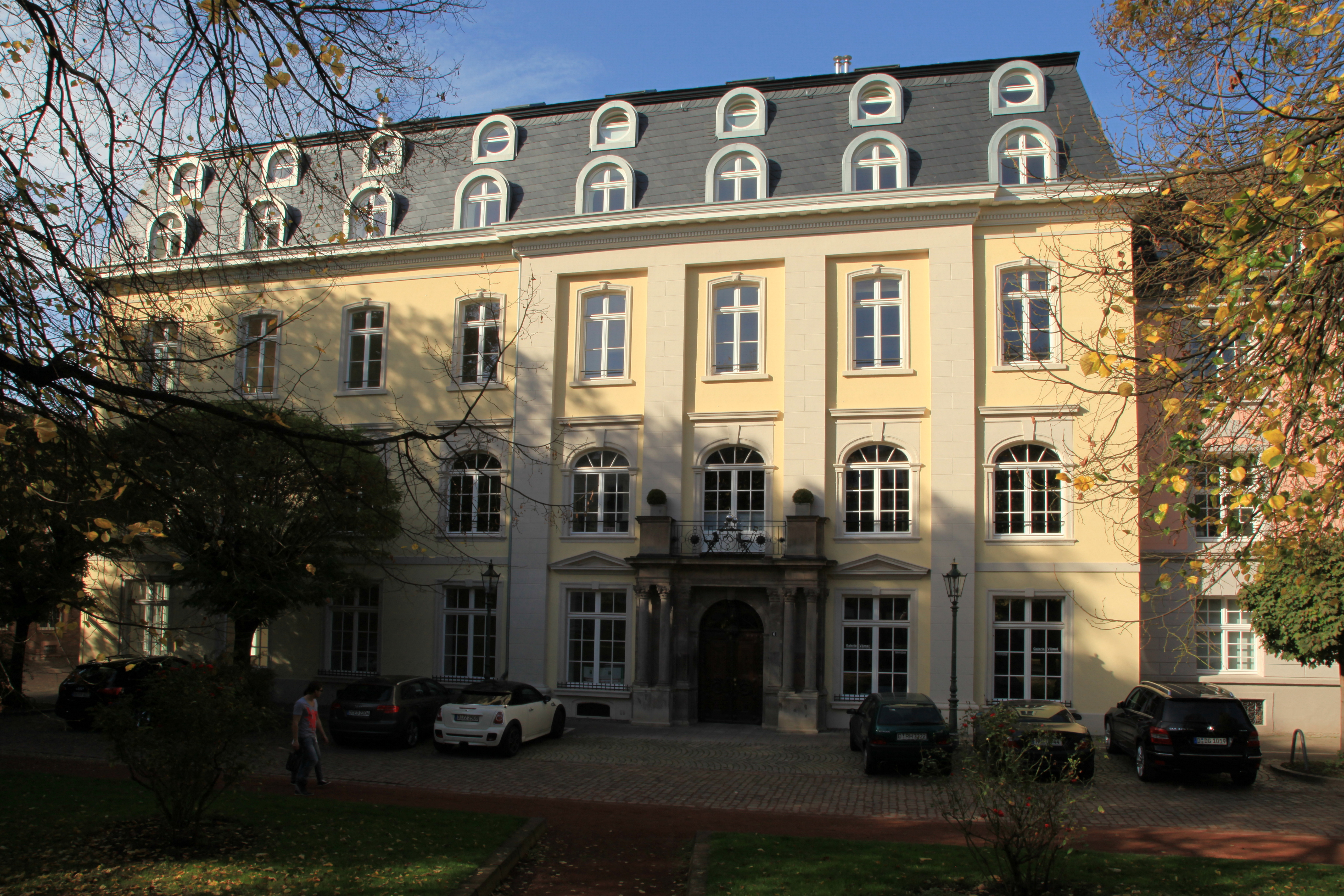
Orangeriestraße 6 (2012)
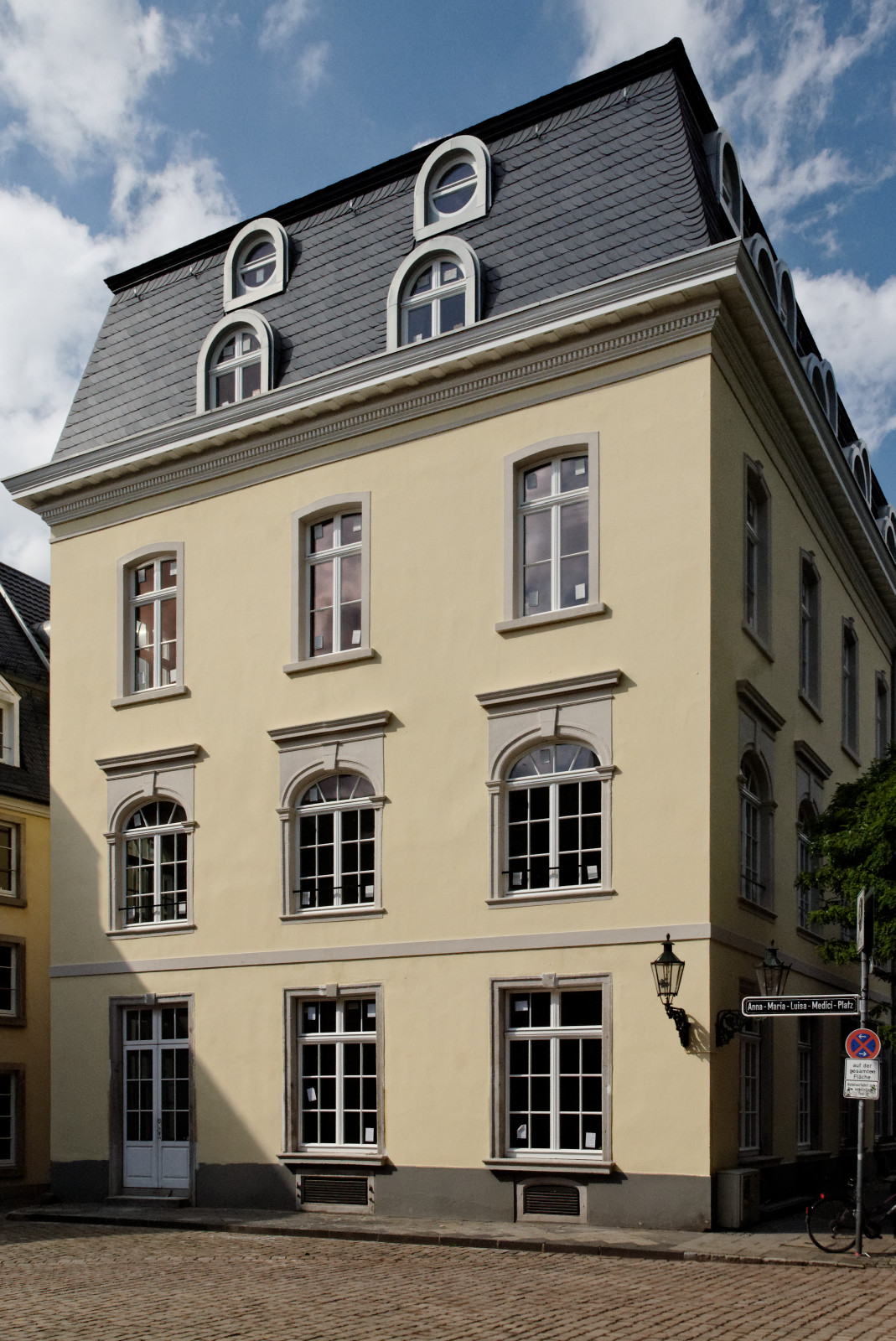
Orangeriestraße 6, Schmalseite an der Bäckerstraße (2011)
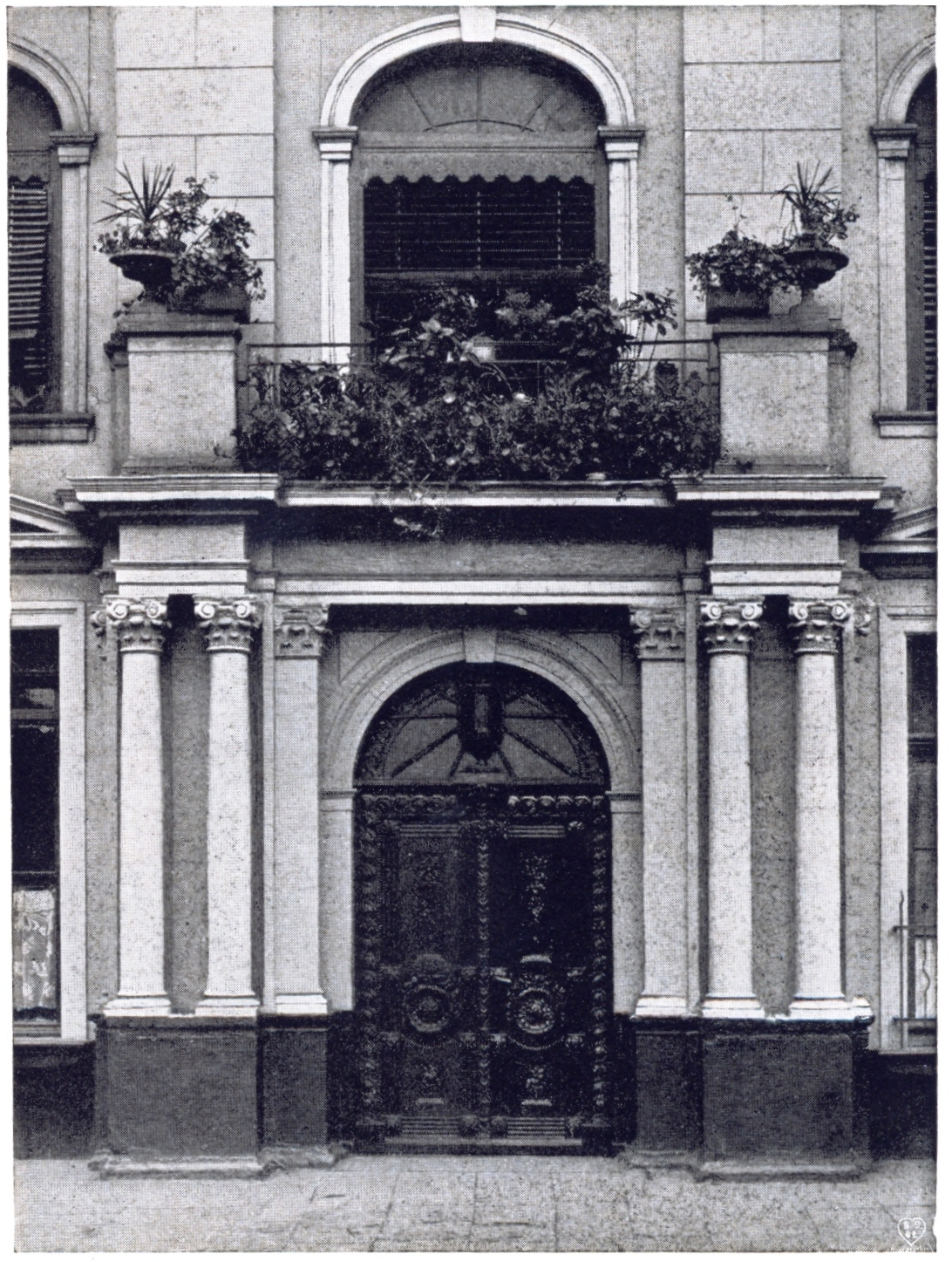
Orangeriestraße 6, Portal (Josef Kleesattel)
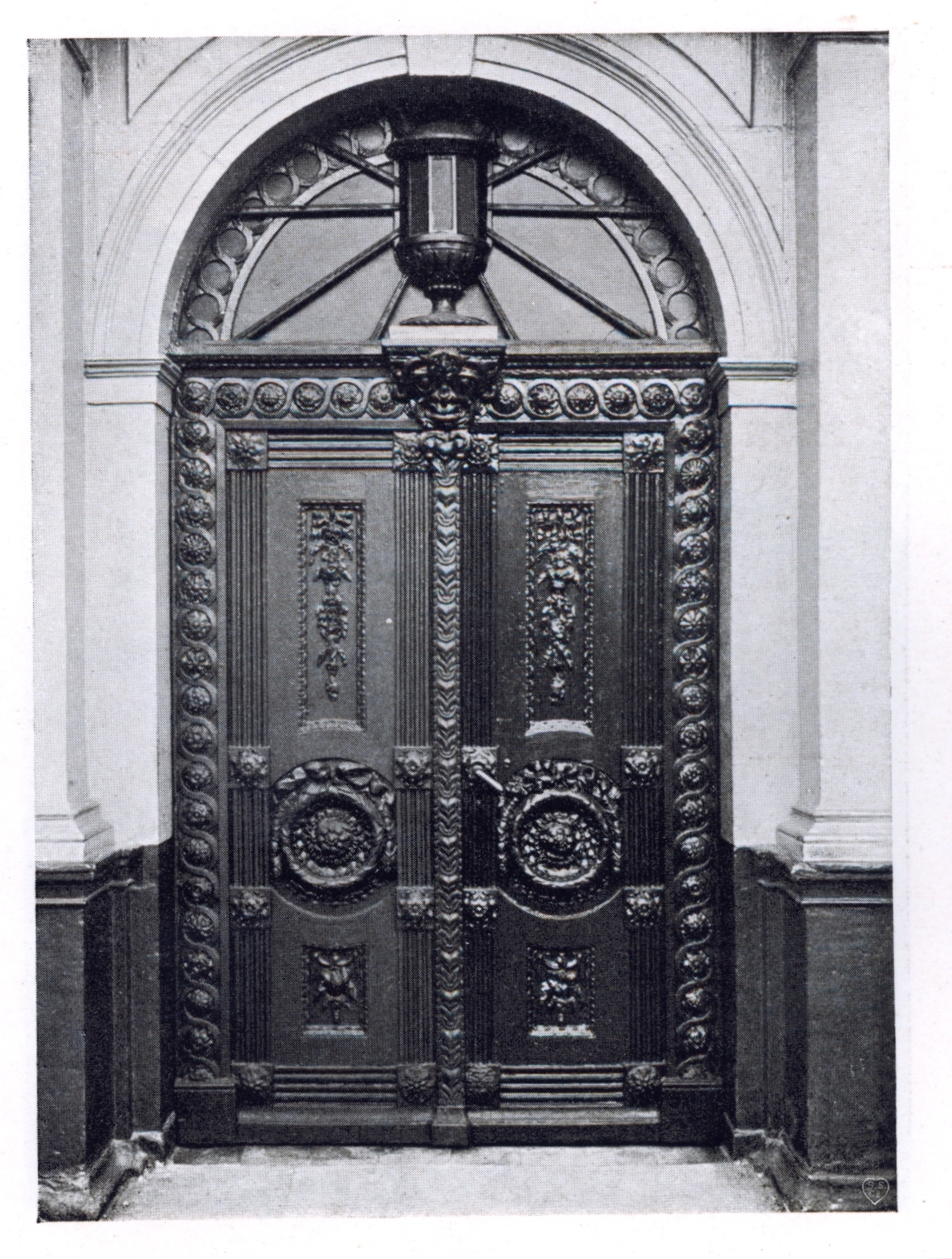
Orangeriestraße 6, Tür (Josef Kleesattel)
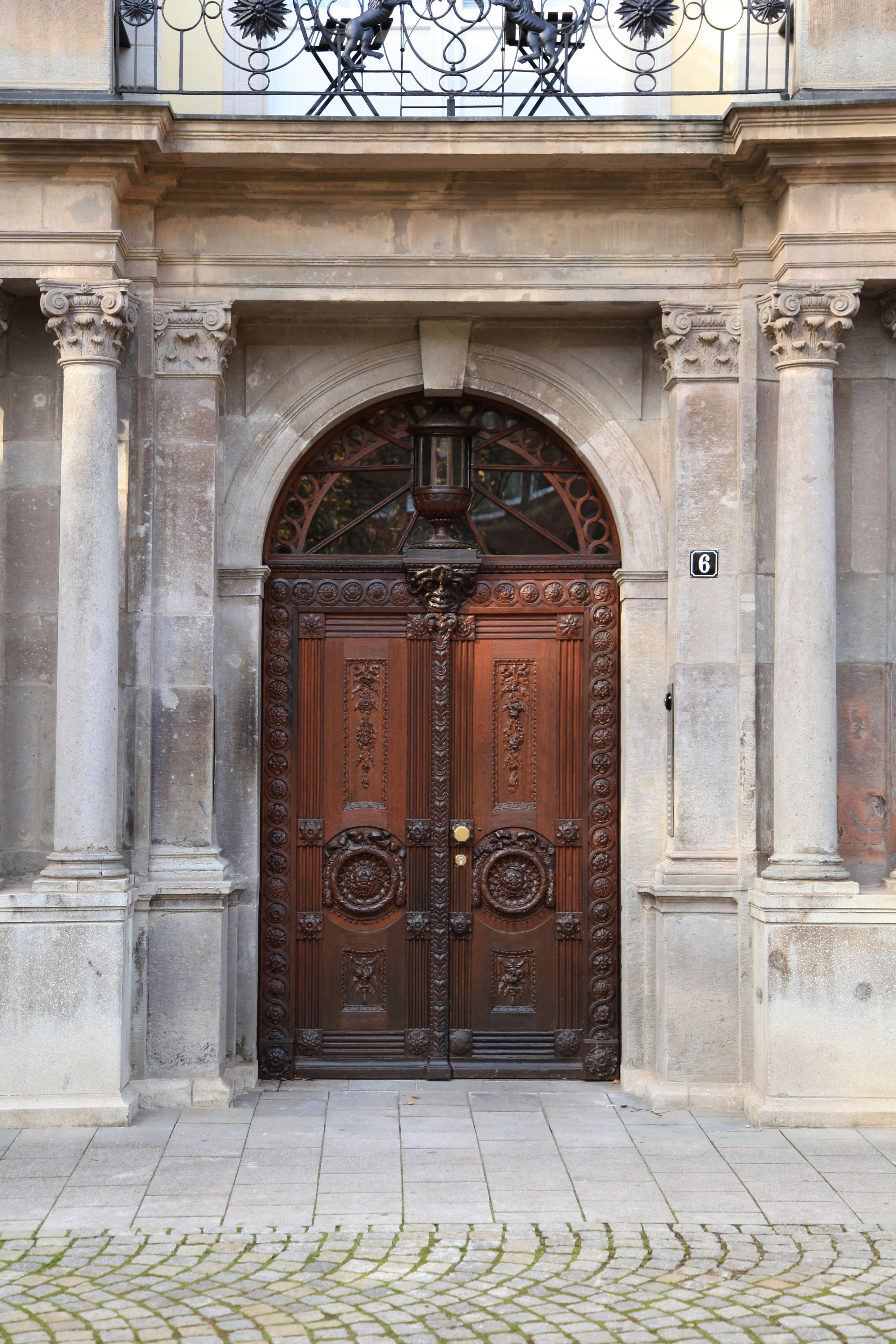
Orangeriestraße 6, Eingangsportal (2012)
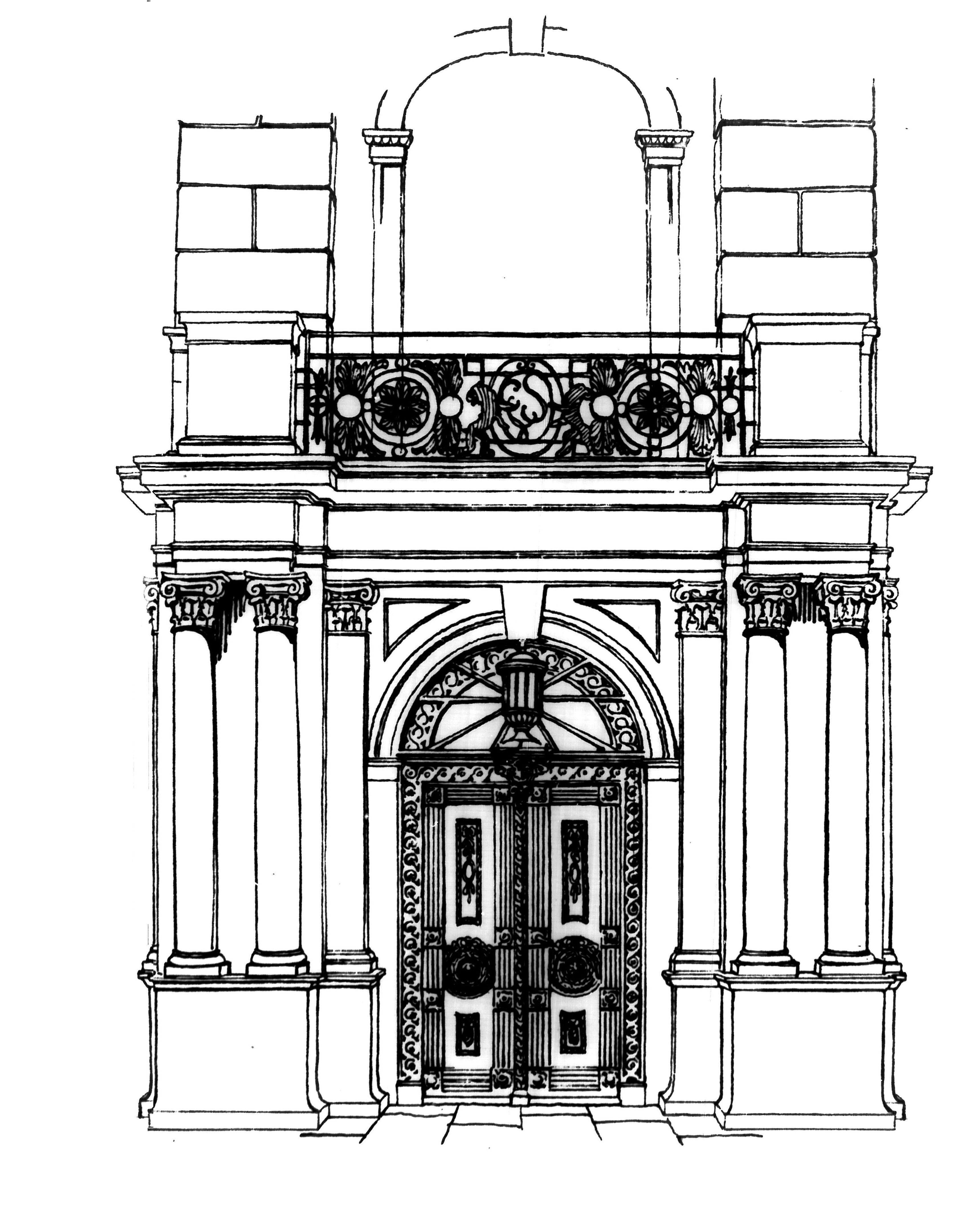
Orangeriestraße 6, Portal (Paul Sültenfuß)